# Kendall Kramer
Kendall Kramer (* 26. Juni 2002 in Fairbanks) ist eine US-amerikanische Skilangläuferin.

## Werdegang
Kramer nahm im Januar 2018 in Anchorage erstmals an der US Super Tour teil, wobei sie den 37. Platz über 10 km Freistil errang. In den folgenden Jahren kam sie bei den Junioren-Skiweltmeisterschaften 2019 in Lahti auf den 15. Platz über 5 km Freistil und jeweils auf den vierten Rang im 15-km-Massenstartrennen sowie mit der Staffel und bei den Junioren-Skiweltmeisterschaften 2020 in Oberwiesenthal auf den 24. Platz im 15-km-Massenstartrennen sowie auf den 22. Rang über 5 km klassisch. Zudem gewann sie dort die Silbermedaille mit der Staffel und bei den Olympischen Jugend-Winterspielen 2020 in Lausanne die Bronzemedaille über 5 km klassisch. Im Sprint lief sie dort auf den 25. Platz und im Cross auf den 16. Platz. Erstmals im Skilanglauf-Weltcup startete sie im März 2019 in Québec, wobei sie den 69. Platz im Sprint errang. Im Januar 2023 lief sie bei den Winter World University Games in Lake Placid jeweils auf den 12. Platz über 5 km klassisch sowie im Mixed-Team-Sprint, auf den 11. Rang in der Verfolgung und auf den zehnten Platz mit der Staffel. Außerdem gewann sie im 15-km-Massenstartrennen die Silbermedaille.
In der Saison 2023/24 erreichte Kramer in Soldier Hollow mit dem zweiten Platz im 20-km-Massenstartrennen ihre erste Podestplatzierung bei der US Super Tour und holte in Minneapolis mit dem 36. Platz über 10 km Freistil ihre ersten Weltcuppunkte. Bei den U23-Weltmeisterschaften 2024 in Planica belegte sie den 31. Platz über 10 km klassisch, den 17. Rang im 20-km-Massenstartrennen und den zehnten Platz mit der Mixed-Staffel. In der Saison 2024/25 wurde sie in Anchorage US-amerikanische Meisterin im 20-km-Massenstartrennen und erreichte in Cogne mit dem 18. Platz über 10 km Freistil ihre erste Platzierung im Weltcup unter den ersten 20. Bei den U23-Weltmeisterschaften 2025 in Schilpario belegte sie den 23. Platz im 20-km-Massenstartrennen, den neunten Rang mit der Mixed-Staffel und den vierten Platz über 10 km Freistil.

## Siege bei Continental-Cup-Rennen
| Nr. | Datum          | Ort         | Disziplin                  | Serie         |
| --- | -------------- | ----------- | -------------------------- | ------------- |
| 1.  | 5. Januar 2025 | Anchorage 1 | 20 km Freistil Massenstart | US Super Tour |